# Чарівний світ Текса Ейвері
Чарівний світ Текса Ейвері (англ. The Wacky World of Tex Avery) — франко-американо-канадський анімаційний комедійний телесеріал, вироблений DIC Entertainment і створений Роббі Лондоном 1997 року. Серіал було названо на честь Текса Ейвері, мультиплікатора, відомого своєю роботою на Warner Bros. Cartoons і MGM. Творець описує шоу як «данину блискучому, веселому і новаторському аніматорові Тексові Ейвері та чудовим сквош-і-стрейч мультфільмам його ери». Серіал транслювався в синдикації у Сполучених Штатах, а також у Канаді на YTV і Canal Famille та у Франції на M6[джерело?].

## Сегменти
Шоу складається з наступних коротких серіалів:

### Текс Ейвері
Зіркою мультфільму є ковбой на козлі на ім'я Текс Ейвері (озвучений Біллі Вестом), який рятує становище та свою дівчину Частіті Нотт (озвучену Кетлін Барр) від шляхетного розбійника та Немезиди Спритноголового Сіда (озвученого Біллі Вестом). Заснований на «Red Hot Ryder» Боба Клампетта (співаніматор на Warner Bros Studios у 1930-х) з «Buckaroo Bugs» (WB 1944).

### Фредді-муха
Огидна муха на ім'я Фредді (озвучена Біллі Вестом) дістає гладку мільярдерку на ім'я Аманда Банші (озвучену Скоттом Макнілом), яка постійно прагне позбутися його, часто найекстремальнішими способами. Фредді слабко заснований на одному з ранніх персонажів Текса Ейвері, бездомній блосі Гомері з «What Price Fleadom» (MGM 1948).

### Power Pooch
Звичайний пес (озвучений Філом Хейсом) набуває суперсил після лизання черевика супергероя і сам стає супергероєм. Разом зі своїм помічником синім котом Малюком (озвученим Лі Токаром), Power Pooch бореться зі злочинністю у своєму місті, що зазвичай закінчується сутичкою з доктором Гідрантом (озвученим Морісом Ламаршем) та його кісткоголовим посіпакою Боні.

### Моріс і Цюга
Курча Моріс (озвучений Террі Классеном) ошукує лиса Цюгу (озвученого Морісом Ламаршем), що постійно намагається з'їсти його. Моріс заснований на канарці з «Величезна канарка», але чинить радше як хлопчик-свиня в «Сім'я однієї шинки».

### Чингіз і Ханя
Лев Чингіз (озвучений Лі Токаром) — воєначальник, що очолює армію варварів у завоюванні світу в ім'я свого Імператора (озвученого Морісом Ламаршем) та зустрічає дівчинку-панду на ім'я Ханя (озвучену Крі Саммер), яка зазвичай руйнує його плани завоювання. Пародія на ім'я Чингісхана. Чингіза засновано на леві з «Лясни щасливого лева» (MGM 1947).

### Неандерштейн
Зіркою мультфільму є блискуча печерна людина Угберт Неандерштейн (озвучений Яном Джеймсом Корлеттом), найперший у світі винахідник. Він намагається навчити решту печерних людей бути цивілізованими з його винаходами. Гра імені з Ейнштейном. Слабко заснований на «Першій поганій людині» Текса Ейвері (1955 MGM).

### Пилип з Помпей
Пилип (озвучений Яном Джеймсом Корлеттом) — малий незграбний римський центуріон з італійським акцентом з Помпей, якого було поховано під лавою, а за 2000 років звільнено для життя в сучасному світі. Його поведінка дратує чоловіка на ім'я Ден (озвученого Алеком Вілловсом).

## Епізоди
1. Текс Ейвері: Rodeo, Rodeo, Where for Art Thou Rodeo? / Пилип з Помпей: The Dis-Orderly / Неандерштейн: A Bird in the Brain Is Worth Two in the Bush
2. Текс Ейвері: The Not-So-Great Train Robbery / Чингіз і Ханя: Humpty Dumpty Had a Great Wall / Фредді-муха: Marital Blitz
3. Текс Ейвері: Cabin Fever / Фредді-муха: Cruisin' for a Bruisin' / Моріс і Цюга: Breakfast in Bedlam
4. Текс Ейвері: Bottleneck Bear / Моріс і Цюга: Sitter Jitters / Фредді-муха: Flychiatry
5. Пилип з Помпей: Driving Mr. Dan / Чингіз і Ханя: Who Kilt the Conqueror? / Неандерштейн: Saur Loser
6. Текс Ейвері: Mine, Mine, Mine / Пилип з Помпей: Stupe De Jour / Моріс і Цюга: Teacher's Pest
7. Фредді-муха: Silence Of The Lames / Чингіз і Ханя: Aloha Oy! / Моріс і Цюга: Black and Blue Belt
8. Power Pooch: Cat Scratch Fervor / Фредді-муха: Say Goodnight, Freddy / Пилип з Помпей: Quiet Please
9. Фредді-муха: Tell-Tale Fly / Моріс і Цюга: True or False Alarm / Power Pooch: SSS-PEED
10. Чингіз і Ханя: Greek A-Boo / Пилип з Помпей: Toothpaste Pete / Неандерштейн: Cave Improvement
11. Текс Ейвері: A Man Called Horsey / Неандерштейн: Neanderthal Mom / Моріс і Цюга: Toy Store Story
12. Текс Ейвері: Disasterpiece Theater / Чингіз і Ханя: You Take the High Road / Неандерштейн: Caveman and Wife
13. Чингіз і Ханя: What's Yours Is Mayan / Неандерштейн: Wish Upon a Star Traveler / Фредді-муха: Mile High Fly
14. Пилип з Помпей: Gangster Rip / Чингіз і Ханя: Himalaya Down and Die / Неандерштейн: The Ugh-Lympic Games
15. Неандерштейн: Out of Shape, Out of Mind / Чингіз і Ханя: Pain in the Rain Forest / Power Pooch: Bank You Very Much
16. Текс Ейвері: Virtual Tex / Моріс і Цюга: Chicken Scouts / Пилип з Помпей: Pompeii Away
17. Текс Ейвері: Tex-Babies / Пилип з Помпей: Gunga Dan / Неандерштейн: Is There A Doctor In The Cave?
18. Текс Ейвері: Ever Herd of Cows? / Power Pooch: The Return of Dr. Hydrant / Фредді-муха: Fortunate Fly
19. Текс Ейвері: Not Even a Sporting Chance / Фредді-муха: Fat Chance / Power Pooch: La Misery
20. Пилип з Помпей: Caddywhack / Power Pooch: Mutts Attacks! / Чингіз і Ханя: Dances on Lions
21. Текс Ейвері: Wish I Canoe You / Фредді-муха: Bug To The Future / Моріс і Цюга: Yes, We Have No Electricity
22. Фредді-муха: Fly-Incarnation / Power Pooch: Power Puppy / Моріс і Цюга: The One That Didn't Get Away
23. Текс Ейвері: Fat and Fatter / Фредді-муха: Cake Me a Bake / Пилип з Помпей: Count Danula
24. Моріс і Цюга: The Toothless Fairy / Чингіз і Ханя: A No-Etiquette Barbarian In King Arthur's Court / Неандерштейн: Look Who's Ughing
25. Текс Ейвері: Pony Distress / Фредді-муха: My Fair Freddy / Пилип з Помпей: Re-Pete Customer
26. Неандерштейн: A-Hunting We Won't Go / Пилип з Помпей: Top Gun Shy / Power Pooch: Sidekicked
27. Фредді-муха: The President's Fly / Power Pooch: The Long-Awaited Evil Twin Episode! / Чингіз і Ханя: Donkey Conqueror
28. Power Pooch: Wrapped Up in His Work / Неандерштейн: Cyrano De Burg-A-Rock Head / Пилип з Помпей: Terminal Veloci-Pete
29. Текс Ейвері: Up a Tree Without a Paddle / Пилип з Помпей: Mechanically Declined / Power Pooch: Power Pooch No More
30. Текс Ейвері: Water You Gonna Do? / Моріс і Цюга: Run for Your Lifeguard! / Power Pooch: A Shoe Thing!
31. Фредді-муха: Tallywho? / Моріс і Цюга: The Eggs-stra Terrestrial / Пилип з Помпей: Double-O Scussi
32. Текс Ейвері: Stagecoach Tex / Фреллі-муха: Bored of the Flies / Моріс і Цюга: Slaphappy Birthday
33. Текс Ейвері: To Ape or Not to Ape / Неандерштейн: Tarred and Married / Чингіз і Ханя: Peek-A-Boom
34. Текс Ейвері: What Big Feet You Have! / Неандерштейн: Peer Pressure / Power Pooch: Doggie Pounded
35. Пилип з Помпей: Just Plane Trouble / Фредді-муха: Can't Fly Me Love / Power Pooch: P.P. Loves Fifi
36. Моріс і Цюга: My Dinner With Mooch / Фредді-муха: Diamonds Are for Heifer / Power Pooch: Squirrel Trouble
37. Текс Ейвері: Sagebrush Sindy / Чингіз і Ханя: Courting Disaster / Power Pooch: The Postman Always Barks Twice
38. Текс Ейвері: Chastity Peak / Моріс і Цюга: Ready, Willing and Cable / Пилип з Помпей: Crass Action Hero
39. Текс Ейвері: Aw, Mush! / Чингіз і Ханя: The Wrath of Khannie / Фредді-муха: The Midas Touche
40. Power Pooch: That's Shoe Biz! / Пилип з Помпей: Dial M for Moron / Фредді-муха: I'll Take Manure
41. Текс Ейвері: Showdown at the OK Corral / Моріс і Цюга: Carnivores Anonymous / Power Pooch: Presidential Pooch
42. Неандерштейн: Running of the Bullys / Пилип з Помпей: What, Me Hostage? / Моріс і Цюга: Coach Mooch
43. Моріс і Цюга: Mutiny on the Poultry / Пилип з Помпей: The Running Dan / Неандерштейн: Ugh-ementary, My Dear Watson
44. Don't Shoot, It's a Shoot / Пилип з Помпей: Dawn of the Dan / Ever Herd of Cows?
45. Текс Ейвері:Tex-Files / Income Outcome / Asgard Me Not
46. Моріс і Цюга: Moochini the Magnificent / Pumped Up! / Map-solutely Not
47. Текс Ейвері: Tex Meets Execs / Чингіз і Ханя: Agent From H.O.R.D.E. / Неандерштейн: SSSPEED
48. Неандерштейн: Gunga Dan / Чингіз і Ханя: Atlantis Shrugged / Моріс і Цюга: Mini the Mooch
49. Duhmesticated / Buzzin' Couzin' / 20/20 Houndsight
50. Текс Ейвері: The Texorcist / Power Pooch: The Return of Dr. Hydrant / May the Stressed Man Win
51. Пилип з Помпей: Dan the Man Child / Чингіз і Ханя: Queen Khannie / Текс Ейвері: Backseat Bedlam
52. Flea! Run Away! / Family Food / Remember the Rigmarole
53. Armed Adillo / Моріс і Цюга: My Dinner With Mooch / Queasy Cuisine
54. Текс Ейвері: Tex-tra Credit / Power Pooch: Power Puppy / Eski-No-Mo
55. Mister Smart Guy/ Моріс і Цюга: Chicken Fried Cousins / Rich Meets Poe
56. The Dog Who Would Be King / Butlervania / Gym Dandy
57. Moby Cow / Пилип з Помпей: Dan's Best Friend / Unsurely You Jest
58. Текс Ейвері: Narrated Tex / Чингіз і Ханя: Emperor on Holiday / Superchump
59. Night of the Living Dumb / What Big Feet You Have /The Butlers Did It
60. Corporate Takeover / Неандерштейн: Toy Prehistory / Stressed Guest
61. Sold Out / Пилип з Помпей: Dan or Dana / Power Pooch: Shoeless
62. Justice of the Pieces / The Buddy Guard / The Meat Tree
63. Текс Ейвері: Tex and Sid's Blooper Spectacular / Моріс і Цюга: Time Flies, Chickens Don't / Пилип з Помпей: Men in Lavender
64. The Original Origin Story / Harrier Pigeon / Пилип з Помпей: Bat-Dan
65. Yearnin for a Learnin / Моріс і Цюга: The Stepford Chickens / French Twist

## У ролях
| Актор             | Роль                                                    |
| ----------------- | ------------------------------------------------------- |
| Біллі Вест        | Текс Ейвері, Спритноголовий Сід, Фредді-муха            |
| Кетлін Барр       | Частіті Нотт                                            |
| Ян Джеймс Корлетт | Неандерштейн, Пилип з Помпей                            |
| Філ Хейс          | Power Pooch                                             |
| Террі Классен     | Моріс Скваб                                             |
| Моріс Ламарш      | Цюга, Імператор, містер Скваб, оповідач, доктор Гідрант |
| Скотт Макніл      | Аманда Банші                                            |
| Крі Саммер        | Ханя                                                    |
| Лі Токар          | Чингіз, Малюк                                           |
| Алек Вілловс      | Ден                                                     |

## Випуски на DVD і сьогоденна синдикація
Серіал недоступний у вигляді початкових епізодів[прояснити], хоча наявні самостійні випуски на DVD Power Pooch, Пилипа з Помпей і Tex Rides Again, кожен з яких містить бонусні епізоди з іншими персонажами шоу, як-от Фредді-мухою.
2010 року програма була частиною буденного ранкового блоку програм Cookie Jar Toons для цифрового підканалу мережі This TV. Шоу було видалено з ряду 26 вересня 2011 року.
19 лютого 2013 року Mill Creek Entertainment випустила The Wacky World of Tex Avery — Том 1 на DVD у Регіоні 1 для першого разу. Чотиридисковий набір містив перші 40 епізодів серіалу. Проте, не було ні слова, чи буде знову випущено решту епізодів на інших DVD.
Більшість епізодів шоу було показано на Hulu та Jaroo.com.